# Jodie Whittaker
Pour les articles homonymes, voir Whittaker.
 (janvier 2025).
Motif : traduction hasardeuse, faux sens, barbarisme etc.
Jodie Whittaker, née le 17 juin 1982 à Skelmanthorpe (en) dans le comté du Yorkshire de l'Ouest, est une actrice britannique.
Elle est connue pour ses rôles dans le film Attack the Block et la série télévisée Broadchurch.
En 2018, elle reprend le rôle du Docteur, personnage principal de la série Doctor Who, dans sa treizième incarnation.

## Biographie

### Jeunesse et formation
Jodie Whittaker est originaire du village de Skelmanthorpe, dans le Yorkshire de l'Ouest. Après ses études secondaires, elle ne pense pas que les études universitaires sont faites pour elle, aussi décide-t-elle  de partir aux États-Unis pendant une année. De retour, elle reprend ses études auprès de la Guildhall School of Music and Drama, où elle sort en 2005 avec l'obtention d'une médaille d'or.

## Carrière
Une fois diplômée, Jodie Whittaker se précipite pour assister à une représentation de la pièce La Tempête de William Shakespeare au Shakespeare's Globe.

### Venus
Dans son premier grand rôle, Jodie Whittaker partage, en 2006, la vedette avec Peter O'Toole et Leslie Phillips dans le film Venus en 2007. Elle y tient le rôle de Jessie, la nièce de deux anciens acteurs à succès.
Jodie Whittaker est apparue en 2009 dans le court-métrage Wish 143 (en), qui est nommé la même année pour l'Oscar du meilleur court métrage en prises de vues réelles à la 83e cérémonie des Oscars.

### Doctor Who
Le 16 juillet 2017, elle est annoncée pour le rôle du Treizième Docteur dans la série Doctor Who après Peter Capaldi. C'est la première fois que le Docteur se régénère sous la forme d'une femme,. Elle avoue avoir dû beaucoup mentir après avoir été choisie pour le rôle, afin de garder l'information secrète, et qu’elle utilisait le nom de code de « Clooney » pour parler du rôle. Le producteur Chris Chibnall annonce qu'il a toujours voulu une femme pour jouer le Docteur et que Jodie Whittaker était leur premier choix. L'actrice sera considérée au même niveau que Peter Capaldi avec un salaire égal à celui que touchait l'acteur.
Elle fait sa première brève apparition dans l'épisode : Il était deux fois (Twice Upon A Time) lors de la régénération du Docteur.
La diffusion du premier épisode avec elle en tant que Docteur rassemble 8,2 millions de téléspectateurs sur la BBC, soit la meilleure audience pour le lancement d'un nouveau Docteur depuis le début de la nouvelle série en 2005.
Elle interprète le Docteur durant trois saisons (saison 11 à 13). Elle continue ensuite d'incarner le personnage au cours de trois épisodes spéciaux programmés en 2022, avant d'être remplacée par David Tennant.

## Vie privée

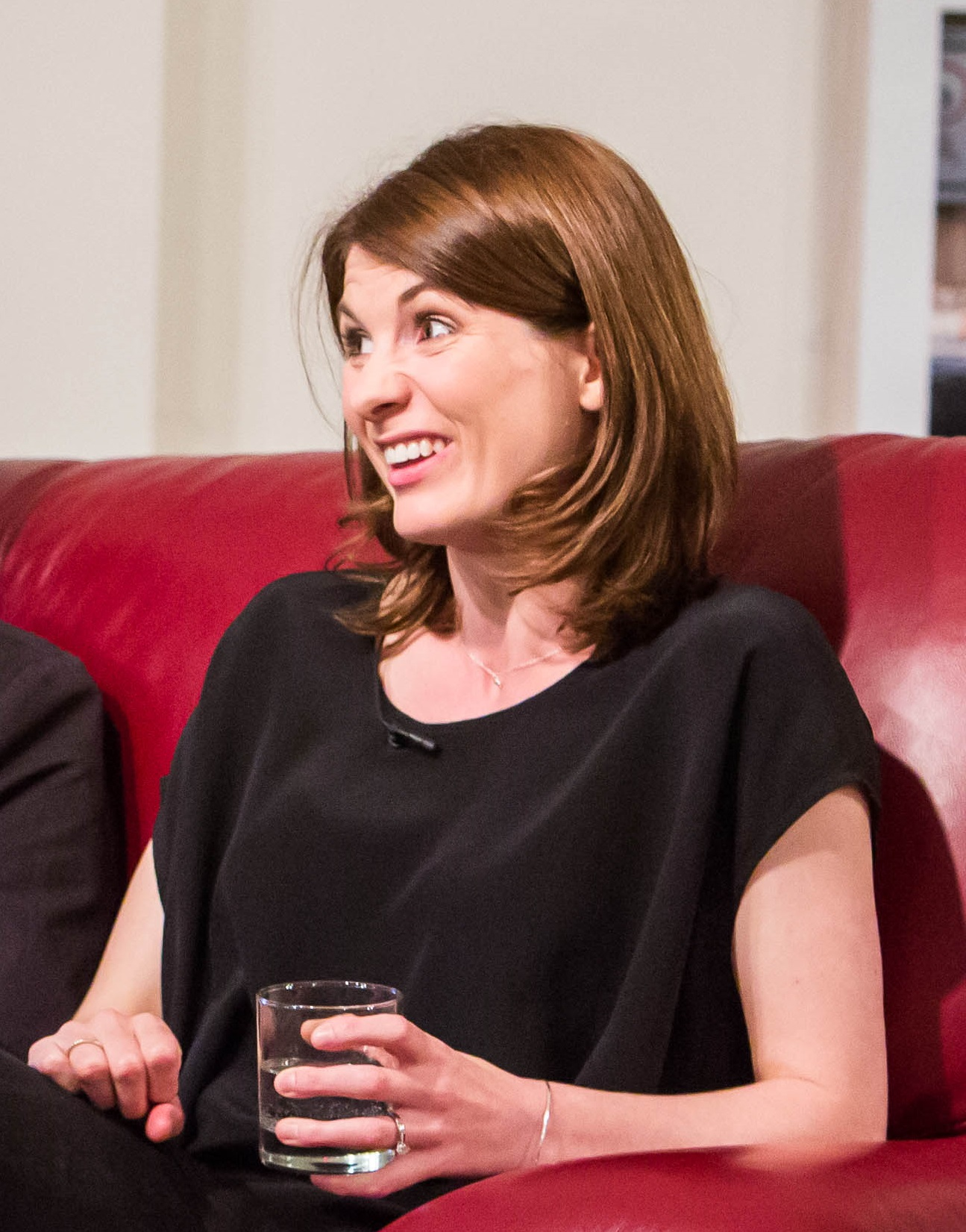
Jodie Whittaker, en 2014, lors d'une collecte de fond pour l'hospice Forget Me Not qui soutient les enfants atteints de maladie limitant leur espérance de vie et leurs familles.

Jodie Whittaker est mariée à l'acteur et écrivain américain Christian Contreras depuis 2008,.
Son neveu, Harry Whittaker, mort à l'âge de trois ans en 2014, était atteint de trisomie 21 et est apparu dans la série Emmerdale en tant que Leo Goskirk, un personnage avec le même syndrome. Elle est une ambassadrice pour Mencap (en), une association qui s'occupe des personnes atteintes de problèmes d'apprentissage - dont les personnes atteintes par la trisomie 21,.

## Filmographie

### Cinéma

#### Longs métrages
- 2006 : Venus de Roger Michell : Jessie
- 2007 : St Trinian's : Pensionnat pour jeunes filles rebelles d'Oliver Parker et Barnaby Thompson : Beverly
- 2008 : Par delà le bien et le mal de Vicente Amorim : Anne
- 2009 : White Wedding (en) de Jann Turner : Rose
- 2009 : Swansong: Story of Occi Byrne de Conor McDermottroe : Bridget Byrne
- 2009 : Perrier's Bounty de Ian Fitzgibbon (en) : Brenda
- 2009 : St. Trinian's 2: The Legend of Fritton's Gold d'Oliver Parker et Barnaby Thompson : Beverly
- 2010 : The Kid de Nick Moran : Jackie
- 2010 : Ollie Kepler's Expanding Purple World de Viv Fongenie : Noreen Stokes
- 2011 : Attack the Block de Joe Cornish : Sam
- 2011 : Un jour de Lone Scherfig : Tilly
- 2011 : A Thousand Kisses Deep (en) de Dana Lustig : Mia Selva
- 2012 : Good Vibrations (en) de Lisa Barros D'Sa et Glenn Leyburn : Ruth
- 2012 : Spike Island de Mat Whitecross : Suzanne
- 2012 : Ashes (en) de Mat Whitecross : Ruth
- 2013 : Hello Carter (en) d'Anthony Wilcox : Jenny
- 2014 : Get Santa de Christopher Smith : Alison
- 2014 : Black Sea de Kevin Macdonald : Chrissy
- 2016 : Adult Life Skills (en) de Rachel Tunnard : Anna
- 2017 : Journeyman de Paddy Considine : Emma

#### Courts métrages
- 2009 : Roar d'Adam Wimpenny : Eva
- 2009 : Wish 143 (en) de Ian Barnes : Maggie
- 2009 : Mr. Dorothy de Gabriel Bisset-Smith : Femme de Mitch (voix)
- 2011 : Two Minutes de Christopher Granier-Deferre : Juliette
- 2011 : Hello Carter d'Anthony Wilcox : Susie
- 2012 : Smoke de Gabriel Bisset-Smith
- 2013 : Dust de Ben Ockrent et Jake Russell : mère de Jessica
- 2013 : Emotional Fusebox (en) de Rachel Tunnard : Anna

### Télévision

#### Séries télévisées
- 2006 : The Afternoon Play (en) : Sam (épisode The Last Will and Testament of Billy Two-Sheds)
- 2006 : Doctors : Louise Clancy (épisode Ignorance Is Bliss)
- 2006 : Inspecteurs associés : Kirsty Richards (double épisode Fallen Angel)
- 2008 : Tess of the D'Urbervilles (mini-série) : Izzy Huett
- 2008 : Wired (en) (mini-série) : Louise Evans
- 2009 : Return to Cranford : Peggy Bell (double épisode Retour à Cranford)
- 2010 : Accused : Emma Croft (épisode Liam's Story)
- 2011 : Marchlands (en) (mini-série) : Ruth Bowen
- 2011 : Black Mirror : Fiona (épisode The Entire History of You)
- 2013 – 2017 : Broadchurch : Beth Latimer
- 2014 : The Smoke : Trish Tooley
- 2014 : The Assets : Sandy Grimes
- 2017 : Secret médical (en) : Cath Hardacre / Alison 'Ally' Sutton
- 2017 – 2022 et 2025 : Doctor Who : Le Treizième Docteur (saison 10 à 13)
- 2023 : Time (TV series) (en) (saison 2) : Orla O'Riordan
- 2025 : Toxic Town (mini-série) : Susan McIntyre

#### Téléfilms
- 2007 : La Vie en face : Clare
- 2008 : The Shooting of Thomas Hurndall : Sophie
- 2008 : Consuming Passion (en) : Mary Boon
- 2009 : Svengali : Ellie la barmaid
- 2010 : Royal Wedding : Linda Caddock
- 2011 : Ronde de nuit (en) (The Night Watch) : Vivian Pearce

### Jeux vidéo
- The Edge Of Reality (2021) : la 13eme docteur[12]

## Théâtre
- 2005 : L'Orage, Théâtre du Globe : Ampelisca
- 2006 : Enemies, Almeida Theatre : Nadya
- 2007 : A Gaggle of Saints, Trafalgar Studios : Sue
- 2007 : Awake and Sing!, Almeida Theatre : Hennie
- 2008 : Blinded by the Sun, BBC Radio 4 : Joanna
- 2008 : Unseen Austen, BBC Radio 4 : Lydia Bennett
- 2012 : Antigone, National Theatre : Antigone

## Distinctions

### Nominations
- 2007 : ALFS Award de la meilleure révélation britannique de l'année pour Venus
- 2007 : British Independent Film Awards de la meilleure révélation à l'écran pour Venus
- Satellite Awards 2006 : Meilleure actrice pour Venus